# Волотовская улица
Волото́вская улица — улица в Псковском жилом районе Великого Новгорода. Находится на Софийской стороне в новом микрорайоне «Псковская Слобода», пролегает от Шелонской до Батецкой улицы, параллельно улице Псковской. Соединяет Батецкую и Шелонские улицы. 
Застроена многоэтажными крупнопанельными жилыми домами по типовым проектам серии 90. Своё наименование получила решением Думы Великого Новгорода от 22 июня 2006 года.
Примечательно то, что улица с таким названием уже существовала ранее. Располагалась она также в Псковском районе города, начинаясь от Спортивного переулка, проходила параллельно улице Псковской до Волотовского переулка. Улица была застроена деревянными частными домами в 1945—1946 годах. Однако в 1970-х годах, когда в этом районе началось большое жилищное строительство, улица превратилась в обычный местный проезд (так же, как и Волотовский переулок). На месте снесённых деревянных одноэтажных домов были построены пятиэтажные дома по проектам серии 1-335АК и 1-447C.
К 2010-му году была полностью застроена многоэтажными, панельными  домами. В настоящее время улица проходит от Псковской улицы, и соединяет Батецкую и Шелонские улицы. Входит в квартал «Псковская Слобода». 